# Франсис Карсак
Франсуа́ Борд (фр. François Bordes; 30 декабря 1919 — 30 апреля 1981) — французский учёный, геолог и археолог, также известный под псевдонимом Франси́с Карса́к (Francis Carsac) как популярный писатель-фантаст.

## Биография
Учился в университете Тулузы, обучение в котором ему пришлось прервать из-за начала Второй мировой войны. Он вступил в ряды Французского Сопротивления, действовал в Тулузе и Бельве, участвовал в освобождении Бордо. По окончании войны Борд доучился и стал профессором палеоантропологии в университете Бордо. Параллельно с преподаванием занимался писательской деятельностью. Под псевдонимом Франсис Карсак был широко известен как писатель-фантаст за пределами Франции, в том числе в СССР и других странах Восточной Европы. В конце 1960-х годов писать практически перестал. Умер в 1981 году в городе Тусон (Аризона, США), где провёл последний период своей жизни. До 2020 года не переводился на английский, однако в СССР его книги пользовались большой популярностью.

## Произведения

### Романы
- 1944 год — «На бесплодной планете» (Sur un monde stérile)
- 1953 год — «Пришельцы ниоткуда» (Ceux de nulle part)
- 1962 год — «Этот мир — наш» (Ce Monde est nôtre)
- 1962 год — «Наша родина — космос» (Pour patrie l’espace)
- 1955 год — «Робинзоны космоса» (Les robinsons du cosmos)
- 1960 год — «Бегство Земли» (Terre en fuite)
- 1967 год — «Львы Эльдорадо», (La vermine du lion)

### Повести и рассказы
Доисторический цикл
- 1954 — «Пятна ржавчины» (Taches de rouille)
- 1959 — «Какая удача для антрополога!» (Quelle aubaine pour un anthropologue!)
- 1961 — «Окно в прошлое» (Une fenêtre sur le passé)
- 1972 — «Бог, приходящий с ветром» (Le dieu qui vient avec le vent)
- 1975 — «Так скучают в Утопии» (Tant on s’ennuie en Utopie)
- 1982 — «Тот, кто вышел из Большой воды» (Celui qui vint de la grande eau)

Внецикловые рассказы
- 1954 — «Штриховка» (Hachures)
- 1958 — «Генезис» (Genèse)
- 1958 — «Человек, который говорил с марсианами» (L’homme qui parlait aux martiens)
- 1959 — «Мёртвые пески» (Sables morts)
- 1959 — «Реванш марсиан» (La revanche des martiens) — в соавторстве с Жаком Бержье (Jacques Bergier)
- 1959 — «Поцелуй жизни» (Le baiser de la vie)
- 1959 — «Бедные люди» (Les pauvres gens) — под именем Жорж Карсак (Georges Carsac)
- 1960 — «Первая империя» (Premier empire)
- 1960 — «Голос волка» (La voix du loup)
- 1962 — «Пращур» (L’Ancêtre)
- 1966 — «Горы Судьбы» (Les monts de destin), то же «В горах судьбы» (Dans les montagnes du destin) — пролог 1 к роману «Львы Эльдорадо»
- 1978 — «Человек, который захотел стать Богом» (L’homme qui voulut être dieu)
- 1981 — «Чистые руки» (Les mains propres) — повесть, пролог 2 к роману «Львы Эльдорадо»

### Издания на русском языке
- «Робинзоны космоса». — М.: Мысль, (1965)
- «Бегство Земли». — М.: Молодая гвардия, (1972)
- «Львы Эльдорадо». — К.: Издательство СП «СВЕНАС», (1991)
- «Пришельцы из ниоткуда; Этот мир — наш». Сборник. / Пер. Е. А. Явич, Ф. Л. Мендельсон. — М.: АРТ, (1991)
- «Львы Эльдорадо». Сборник. / Пер. Ф. Мендельсон. — Новосибирск: ЭЯ, (1991)
- «Львы Эльдорадо», «Бегство Земли», «Робинзоны космоса». Сборник. Серия «Мир приключений» / Пер. Ф. Мендельсона — М.: ПРЕССА, (1992)
- «Львы Эльдорадо». Сборник. / Пер. Ф. Мендельсона, Е. Явич. — М.: ФЕЯ, (1992)
- «Львы Эльдорадо». Фантастические романы, повесть. / Пер. Ф. Мендельсона; Ил. А. Медовикова. — М.: Пресса, (1992)
- «Львы Эльдорадо». Роман / Пер. Ф. Мендельсона. — М.: Авлад, (1992)
- Франсис Карсак: [Сборник научно-фантастических произведений] / Сост. Н. Хуруяну; Худ. В. Смирнов. — Кишинёв: Штиинца, (1992)
- «Робинзоны космоса». Научно-фантастические романы / Пер. Ф. Мендельсона; Сост. А. Г. Белевцевой. — М.: ФЕЯ, (1992)
- «Пришельцы ниоткуда». Сборник. — Жуковский: ТОО фирмы «ММЛ»; ТОО «Транспорт», (1993)
- Горы судьбы; Львы Эльдорадо; Робинзоны Космоса; бегство Земли. Сборник. / Пер. Ф. Мендельсона. — М.: ЭКСМО, (1995)
- «Бегство Земли». Романы, повесть / Пер. Ф. Мендельсона. — М.: АРМАДА, (1997)
- «Львы Эльдорадо». / Пер. Ф. Мендельсона. — М.: АСТ, (2001)

### Публикации в периодике и сборниках на русском языке
- Робинзоны космоса: Отрывок из романа. // Наука и техника, 1962, № 10 — с. 30-31, 38-40, № 11 — с. 41-45, № 12 — с. 41-46; 1963, № 1 — с. 41-45, № 2 — с. 40-45.
- «Робинзоны космоса». // Пер. Ф. Мендельсона — Издательство «Т-Око», 1993 — с. 5-120.
- «Пришельцы ниоткуда». // Пер. Ф. Мендельсона. — М.: Мир, 1967 — с. 86-297.
- «Горы Судьбы». Повесть. / Пер. Ф. Мендельсона // Дорога воспоминаний. — М.: Мир, 1981. — с. 318—370
- «Львы Эльдорадо.» Фантастический роман. / Пер. Ф. Мендельсона // Саргассы в космосе. — Донецк: Общество книголюбов, 1992. — с. 180—374.
- «Бегство Земли». / Пер. Ф. Мендельсона // Французская фантастическая проза. — М.: Мир, 1987. — с. 17-148.
- «Безжалостное небо». — М.: Правда, 1988. — с. 133—252.
- «Первая империя». Рассказ / Пер. В. Каспарова // Планета семи масок. — М.: Аргус, 1993. — с. 383—393.